# 葉月みなみ (歌手)
葉月 みなみ（はづき みなみ、3月13日 - ）は日本の女性演歌・歌謡曲の歌手。新潟県出身。血液型A型。HMミュージックジャパン所属。

## 略歴
新潟県小千谷市生まれの新潟市育ち。4歳よりピアノを始める。小学校低学年時は合唱部、高学年時で合奏部。アコーディオン担当の後、フルート担当。中学では吹奏楽部でフルート担当。東京学館新潟高等学校卒業。書道部にて数々の賞を受賞。大東文化大学文学部日本文学科卒業。中学校・高等学校の国語・書道の教員免許を取得。
大学卒業後、Uターン就職したものの歌が諦めきれず、カラオケ大会「全国歌の甲子園新潟地区大会」に出場し、優勝。2009年3月13日、キングレコードより「恋の占いかくれ鳥」「海峡」でCDデビューを果たす。2012年7月、合唱×ROCK「阿賀野川」プロジェクトにMinamiとして参加。2017年4月28日、南魚沼市交流大使に就任。
新潟県内で約11年間活動の後、一念発起で上京。現プロデューサー岩尾三四郎との出会いを経て、2021年6月23日テイチクレコード移籍第1弾、「許さないで...ねぇ」「ふるさと慕情」をメジャーリリース。発売2週間で週間USEN HIT演歌・歌謡曲ランキング1位を獲得。
また2022年12月10日、自身初の配信シングルとしてTuneCore Japanより「レイニー･バスステーション」をリリース。Apple Music MV再生回数1位を2度獲得、台湾で2位を獲得。また配信シングル第4弾「永遠に、二十歳さ」では、週間USEN HIT演歌・歌謡曲ランキングにて2週連続で1位を獲得。2023年8月30日、ホリデージャパンよりオリジナルレーベル「HMミュージックジャパン」を立ち上げ、「レイニー･バスステーション」「風の東京」「魔法のしずく ～ありがとう～」のCDをリリース。
2024年3月13日でデビュー15年となる。

## エピソード・その他
- 小学校の頃に見た日曜アニメ劇場で放映されていた「小公子セディ」に憧れ、劇中でセディが演奏していた「アニーローリー」を吹くためにフルートを始める。現在もライブやレコーディングで演奏している。
- 高校時代、自転車で通学中に道路に埋め込まれた光る物体を見て、「宇宙から力を与えられた」と本気で思ったことがある。
- 帽子収集が趣味。プロフィールには100個以上とあるが、実際には150個を超えているらしい。「帽子は出会い、即購入」をスローガンにしている。
- 好きな食べ物はお米・すっぱいもの・漬物（特になす漬け）・フルーツ・日本酒。
- 新潟県魚沼市にて開催されたNHKのど自慢に応募。約3万通の応募の中から予選に通り、田川寿美の「女…ひとり旅」を予選で歌唱するものの、本選進出はならず。その悔しさで絶対にプロになると決めたという。後に「新・BS日本のうた」に出演した際、そのエピソードを森進一に話すと大変驚かれた。
- 上京の際、ボイストレーナーの為岡そのみにゼロから歌を学ぶと共に、プロデューサー岩尾三四郎氏より歌唱指導を受け、その際に「マジカルボイス」と命名される。
- 新潟時代のCDジャケット（「おおやま桜」「枯木灘海岸」は除く）と世界配信後のジャケットタイトルは、全て本人による制作である。
- ステージではジャンルを問わず、ピアノ弾き語り、フルート演奏、タップダンス、演歌・歌謡曲・アニメソング・特撮ヒーローソングなど、幅広いステージを行う。音楽が大好き、歌っているときが一番幸せであるとコメントをしている。
- その他の趣味・特技は、書道、絵手紙、日本舞踊（吾妻流名取）、ホットヨガ、スノーボード、映画鑑賞、食べることなどがある。

## ディスコグラフィ

### シングル
- 1〜3：キングレコード、4〜5：徳間ジャパン、6：テイチクレコード、7：HMミュージックジャパンからリリース。

| # | 発売日         | 曲順 | タイトル                    | 作詞           | 作曲           | 編曲                 | 規格品番   |
| - | -------------- | ---- | --------------------------- | -------------- | -------------- | -------------------- | ---------- |
| 1 | 2009年3月13日  | 01   | 恋の占いかくれ鳥            | いとうたけひと | いとうたけひと | 池ヶ谷ヤスオ         |            |
| 1 | 2009年3月13日  | 02   | 海峡                        | いとうたけひと | 藤野宏         | 伊戸のりお           |            |
| 2 | 2010年11月10日 | 01   | 女でござんす                | いとうたけひと | 矢口丈太朗     | 池ヶ谷ヤスオ         | KICD-45    |
| 2 | 2010年11月10日 | 02   | 赤垣源蔵                    | いとうたけひと | いとうたけひと | 池ヶ谷ヤスオ         | KICD-45    |
| 3 | 2013年6月5日   | 01   | 人生勝負                    | 羽吹徒史子     | あべとみお     | 斎藤美和             | KICB-2538  |
| 3 | 2013年6月5日   | 02   | おしどり人生                | 浜ゆうか       | あべとみお     | 斎藤美和             | KICB-2538  |
| 4 | 2015年8月26日  | 01   | おおやま桜                  | 早川たけお     | あべとみお     | 斎藤美和             | TKCA-90719 |
| 4 | 2015年8月26日  | 02   | 白い妖精たち                | 羽吹徒史子     | あべとみお     | 山田恵範             | TKCA-90719 |
| 4 | 2015年8月26日  | 03   | 魔法のしずく                | はるな         | あべとみお     | 葉月みなみ（ピアノ） | TKCA-90719 |
| 5 | 2017年9月26日  | 01   | 枯木灘海岸                  | 円香乃         | 伊戸のりお     | 伊戸のりお           | TKCA-90987 |
| 5 | 2017年9月26日  | 02   | きっと大きな花が咲く        | 華かおり       | あべとみお     | 伊戸のりお           | TKCA-90987 |
| 6 | 2021年6月23日  | 01   | 許さないで...ねぇ           | 渡辺なつみ     | 桧原さとし     | 矢野立美             | TECA-21029 |
| 6 | 2021年6月23日  | 02   | ふるさと慕情                | 渡辺なつみ     | 桧原さとし     | 周防泰臣             | TECA-21029 |
| 7 | 2023年8月30日  | 01   | レイニー・バスステーション  | 門谷憲二       | 花岡優平       | 中村力哉             | TJCH-9001  |
| 7 | 2023年8月30日  | 02   | 風の東京                    | 夏海裕子       | 花岡優平       | 中村力哉             | TJCH-9001  |
| 7 | 2023年8月30日  | 03   | 魔法のしずく 〜ありがとう〜 | はるな         | 周防泰臣       | 周防泰臣             | TJCH-9001  |

### 配信シングル
- 全てオトカゼ・ミュージックレーベルからリリース。

| # | 発売日         | タイトル                    | 作詞         | 作曲       | 編曲       | 規格品番   |
| - | -------------- | --------------------------- | ------------ | ---------- | ---------- | ---------- |
| 1 | 2022年9月10日  | レイニー・バスステーション  | 門谷憲二     | 花岡優平   | 中村力哉   | OMLA-10001 |
| 2 | 2022年12月10日 | 風の東京                    | 夏海裕子     | 花岡優平   | 中村力哉   | OMLA-10002 |
| 3 | 2023年3月10日  | 魔法のしずく 〜ありがとう〜 | はるな       | 周防泰臣   | 周防泰臣   | OMLA-10003 |
| 4 | 2023年7月23日  | 永遠に、二十歳さ            | 売野雅勇     | 馬飼野康二 | 馬飼野康二 | OMLA-10004 |
| 5 | 2024年2月22日  | 恋は素敵なショータイム      | 売野雅勇     | 馬飼野康二 | 馬飼野康二 | OMLA-10005 |
| 6 | 2024年10月1日  | コブラ                      | 冬杜花代子   | 大野雄二   | 周防泰臣   | OMLA-10006 |
| 7 | 2025年3月10日  | バラの香水                  | 荒木とよひさ | 幸耕平     | 周防泰臣   | OMLA-10007 |

### 配信アルバム
- オトカゼ・ミュージックレーベルからリリース。

| # | 発売日        | タイトル                                              | 曲順 | 曲名                               | 規格品番   |
| - | ------------- | ----------------------------------------------------- | ---- | ---------------------------------- | ---------- |
| 1 | 2025年3月10日 | 葉月みなみコンプリートアルバム 〜世界戦略曲全集2025～ | 01   | コブラ                             | OMLA-10101 |
| 1 | 2025年3月10日 | 葉月みなみコンプリートアルバム 〜世界戦略曲全集2025～ | 02   | レイニー・バスステーション         | OMLA-10101 |
| 1 | 2025年3月10日 | 葉月みなみコンプリートアルバム 〜世界戦略曲全集2025～ | 03   | 恋は素敵なショータイム             | OMLA-10101 |
| 1 | 2025年3月10日 | 葉月みなみコンプリートアルバム 〜世界戦略曲全集2025～ | 04   | 魔法のしずく 〜ありがとう〜        | OMLA-10101 |
| 1 | 2025年3月10日 | 葉月みなみコンプリートアルバム 〜世界戦略曲全集2025～ | 05   | 風の東京                           | OMLA-10101 |
| 1 | 2025年3月10日 | 葉月みなみコンプリートアルバム 〜世界戦略曲全集2025～ | 06   | 永遠に、二十歳さ                   | OMLA-10101 |
| 1 | 2025年3月10日 | 葉月みなみコンプリートアルバム 〜世界戦略曲全集2025～ | 07   | 恋は素敵なショータイム (Solo ver.) | OMLA-10101 |

## 出演

### テレビ番組
- 新・BS日本のうた（NHK BS）
- 洋子の演歌一直線（テレビ東京）
- 歌のサンセット（テレビ東京）
- うたなび!（TBSグループ）
- 開運音楽堂（TBSテレビ）
- 新譜！にっぽんのうた：POWER PUSH（チャンネル銀河）
- 三沢あけみのお茶会・歌謡界（BS12 トゥエルビ）
- 令和歌謡塾（BS日本）
- カラオケ大賞21（千葉テレビ放送）
- スーパーJにいがた（新潟テレビ21）
- にいがたLive!ナマ+トク（新潟テレビ21）
- 新潟きらり☆新潟人（テレビ新潟放送網）
- 土曜ランチTV なじラテ。（新潟放送）

### ラジオ
- くにまるジャパン 極（文化放送）
- 仁科美咲の遊々ミュージック（文化放送）
- ヴァイナル・ミュージック〜for. EK〜大人の歌謡クラブ（文化放送）
- 夏木ゆたかのホッと歌謡曲（アール・エフ・ラジオ日本）
- おはよう歌一番（アール・エフ・ラジオ日本）
- 中澤卓也のMUSIC HOUR！（新潟放送）
- 長谷川瑞のM-BOX（新潟放送）
- 近藤丈靖の独占!ごきげんアワー（新潟放送）
- 高橋なんぐの金曜天国（新潟放送）
- 大倉修吾の縁歌劇場（新潟放送）
- 水森英夫のチップイン歌謡曲（地方民間放送共同制作協議会）
- ON THE PLANET 富澤一誠のAge Free Music～大人の音楽（全国FM放送協議会）
- 元気はつらつ歌謡曲「ジョージのぶち好きやけー！」（USEN）
- 川野夏美「歌色のキャンバス」（USEN）
- 岩佐美咲・はやぶさの同期deどーよ（USEN）
- 元気はつらつ歌謡曲「浪花人情劇場」（USEN）

#### メインパーソナリティ
- 葉月みなみの人生勝負（エフエム雪国）

- 葉月みなみのみなみだより～音風に乗って～（フラワーコミュニティ放送）

その他、NHK福岡放送局、KBCラジオ、大分放送、山陰放送、エフエム世田谷、エフエム江戸川、レインボータウンエフエム放送、燕三条エフエム放送、エフエムしばた、エフエム上越多数出演。

### CM・企業イメージソング
- いつ和 テレビCM
- イオン サウンドロゴ
- テレビ新潟放送網 サウンドロゴ
- 原信ナルス（アクシアル リテイリング） サウンドロゴ
- 第四銀行 サウンドロゴ
- 築地の入船玉子（つきじ入船） サウンドロゴ